# Teresa Salgueiro
Teresa Salgueiro, właśc. Maria Teresa de Almeida Salgueiro  (ur. 8 stycznia 1969 w Lizbonie) – portugalska śpiewaczka, wokalistka zespołu Madredeus. 

## Zarys kariery
Jej kariera rozpoczęła się nieoczekiwanie, w 1986, kiedy odkryło ją dwóch założycieli zespołu, (Rodrigo Leão i Gabriel Gomes), gdy w kawiarni w lizbońskiej dzielnicy Bairro Alto wraz z grupą przyjaciół śpiewała przy stoliku obok nich. Po pierwszym przesłuchaniu z Pedro Ayresem Magalhãesem, innym z założycieli Madredeus, Teresa Salgueiro została głosem i – jak mówi Magalhães – "największą inspiracją muzyki zespołu". 
Wraz z zespołem wystąpiła w filmie Lisbon Story.
Teresa Salgueiro śpiewa sopranem. Wizerunki Teresy Salgueiro i zespołu Madredeus są mylone, ponieważ śpiewaczka była wierna zespołowi od samego początku, nie nagrywając nigdy albumu solowego. Jednak w 2005, wydano kompilację różnych utworów w których uczestniczyła bądź przy tworzeniu których współpracowała z innymi artystami. Kompilację tę wielu błędnie określa jako "pierwszy album solowy Teresy Salgueiro". Na albumie, zatytułowanym Obrigado, śpiewa w utworach, których różnorodność stylów i okresów, gdy były nagrywane ukazuje wszechstronność śpiewaczki; między innymi, album zawiera utwory, które Teresa Salgueiro nagrała wspólnie z Madredeus, z mistrzem gitary portugalskiej António Chainho, z tenorem katalońskim, José Carrerasem, ze śpiewakami brazylijskimi Caetano Veloso i Zeca Baleiro (na albumie z utworami włoskiego kompozytora Aldo Brizziego), z duetem portugalskim Mário Laginhy i Marii João, z kompozytorem galicyjskim, Carlosem Núñezem, z kompozytorem włoskim, Angelo Branduardim i japońskim akordeonistą, Cobą – między innymi.

## Dyskografia solowa
- 2005 Obrigado
- 2007 La Serena
- 2009 Matriz
- 2012 O Misterio
- 2016 O Horizonte

2007 – wydała album Você e eu, będący pierwszą pracą solową Teresy Salgueiro, która ponownie odwiedza repertuar "Música Popular Brasileira": od Pixinguinhy, przez António Carlosa Jobima i Chico Buarque po Dorivala Caymmi.
Album wokalistki Madredeus, wydany przez EMI Music, otwiera utwór Chovendo na Roseira Antónia Carlosa Jobima, jest to pierwszy z 22 utworów; ostatnim jest A banda Chico Buarque. Portugalskiej śpiewaczce towarzyszy Sekstet João Cristala oraz Pedro Ayres Magalhães, inny członek Madredeus. Sekstet tworzą: João Cristal (fortepian), Paulo Dafilin (skrzypce), Marcos Saraiva (kontrabas), Proveta (saksofon i klarnet), Eduardo Bello (wiolonczela) i Daniel de Paula (instrumenty perkusyjne).